# Alexandra Ledermann (jeu vidéo, 2003)
Alexandra Ledermann est un jeu vidéo d'équitation développé par Independent Arts et édité par Ubisoft, sorti en 2003 sur Game Boy Advance.
Le jeu s'intitule Pferd und Pony: Mein Pferdehof  en Allemagne et Let's Ride! Sunshine Stables en Amérique du Nord.

## Accueil
- Jeuxvideo.com : 7/20[1]